# Parada (Otero de Rey)
Parada (llamada oficialmente San Xoán de Parada) es una parroquia y una aldea española del municipio de Otero de Rey, en la provincia de Lugo, Galicia.

## Otras denominaciones
La parroquia también es conocida por el nombre de San Juan de Parada.

## Organización territorial
La parroquia está formada por ocho entidades de población, constando siete de ellas en el nomenclátor del Instituto Nacional de Estadística español:

### Entidades de población
Entidades de población que forman parte de la parroquia:
- Gondai
- Parada
- Pascuais
- Pazo (O Pazo)
- San Paio
- Seivane
- Trollos

### Despoblado
Despoblado que forma parte de la parroquia:
- Latas (As Latas)

## Demografía

### Parroquia
| Gráfica de evolución demográfica de Parada (parroquia) entre 2000 y 2020 |
|                                                                          |
| Datos según el nomenclátor publicado por el INE.                         |

### Aldea
| Gráfica de evolución demográfica de Parada (aldea) entre 2000 y 2020 |
|                                                                      |
| Datos según el nomenclátor publicado por el INE.                     |